# Hybos shuwenae
Hybos shuwenae är en tvåvingeart som beskrevs av Yang och Merz 2004. Hybos shuwenae ingår i släktet Hybos och familjen puckeldansflugor. Inga underarter finns listade i Catalogue of Life.